# 차탕마리
차탕마리(네팔어: चतांमरि)는 네팔의 요리이다. 네와르족의 전통 음식으로, 얇게 부친 쌀전병에 달걀 등 여러 가지 토핑을 올려 만든다.

## 같이 보기
- 부침개
- 전병
- 크레프
- 피자